# Woolmington v. DPP
Dans le droit pénal des pays de common law, la décision  Woolmington v. DPP est un arrêt de principe rendu par la Chambre des lords en 1935, où la notion historique de présomption d'innocence du droit anglais a été reformulée de manière à établir un fardeau de preuve hors de tout doute raisonnable applicable dans l'ensemble des pays du Commonwealth
En droit pénal, cette affaire énonce la métaphore du « fil d'or » qui court à travers ce domaine de la présomption d'innocence.

## Les faits
Reginald Woolmington est un ouvrier agricole de 21 ans de Castleton (Dorset). Il a épousé Violet, 17 ans, en août 1934. Elle a donné naissance à son enfant en octobre. Peu de temps après, les relations sont devenues tendues dans le couple. Le 22 novembre 1934, Violet quitte le domicile conjugal pour vivre avec sa mère. Le 10 décembre, Reginald vole un fusil de chasse à double canon et des cartouches à son employeur et il a scie le canon. Il a ensuite fait du vélo jusqu'à la maison de sa belle-mère où il a tiré et tué Violet. Il fut arrêté le 23 janvier 1935 et accusé de meurtre.
Le moyen de défense de Woolmington était qu'il n'avait pas l'intention de tuer et qu'il manquait donc de la mens rea nécessaire. Plus précisément, il a affirmé qu'il avait voulu la reconquérir et avait prévu de lui faire peur en la menaçant de se suicider si elle refusait. Il avait tenté de lui montrer l'arme, qui s'était déchargée accidentellement, la tuant sur le coup.

## Procès
Aux assises de Bristol, le juge Swift a statué que l'affaire était contre lui était si solide qu'il lui incombait de prouver que la décharge de l'arme à feu était accidentelle. Le jury a délibéré pendant 69 minutes. Le 14 février 1935, il est reconnu coupable (et automatiquement condamné à mort).

## Appel
En appel devant la Cour d'appel pénale, ses avocats ont fait valoir que le juge avait commis une erreur dans ses directives au jury. Lord Justice Avory a refusé d'autoriser l'appel, se fondant sur un passage de la Crown Law de Foster (1762) :

« [TRADUCTION] Dans toute accusation de meurtre, une fois que le fait de tuer est prouvé, toutes les circonstances d'accident, de nécessité ou d'incapacité doivent être prouvées de manière satisfaisante par le prévenu, à moins qu'elles ne résultent de la preuve produite contre lui ; car le droit présume que ce fait est fondé dans la malveillance, jusqu'à preuve du contraire. Et il est très juste que le droit présume ainsi. Le défendeur est alors sur un pied d'égalité avec tout autre défendeur : les éléments qui tendent à justifier, excuser ou atténuer doivent apparaître dans la preuve avant qu'il puisse s'en prévaloir. »

Le procureur général (Sir Thomas Inskip) a ensuite produit un fiat justitia (une intervention sur papier) pour permettre un appel devant la plus haute juridiction.

## Question en litige
La question portée devant la Chambre des Lords était de savoir si l'énoncé de droit dans la Crown Law de Foster était correct lorsqu'il disait que si un décès survenait, il était présumé qu'il s'agissait d'un meurtre, sauf si on apporte la preuve du contraire.

## Jugement de la Chambre des Lords
Le pourvoi de Woolmington est accueilli et la condamnation est annulée. 

## Motifs du jugement
Énoncant le jugement pour une Cour unanime, le vicomte John Sankey a prononcé son célèbre discours du « fil d'or » :

« [TRADUCTION] Dans toute la toile du droit criminel anglais se retrouve toujours un certain fil d'or, soit le devoir de la poursuite de prouver la culpabilité du prévenu, sous réserve de ce que j'ai déjà dit à propos de la défense excipant de l'aliénation mentale et sous réserve, également, de toute exception créée par la loi. Si, à l'issue des débats, la preuve produite, soit par la poursuite, soit par le prévenu, fait naître un doute raisonnable quant à savoir si ce dernier a tué la victime avec préméditation, la poursuite a échoué et le prévenu a droit à un acquittement. Peu importe la nature de l'accusation ou le lieu du procès, le principe obligeant la poursuite à prouver la culpabilité du prévenu est consacré dans la common law d'Angleterre et toute tentative d'y porter atteinte doit être repoussée. »

Le juge Sankey a longuement souligné le contraste entre l'état du droit criminel à l'époque, où les décisions qui s'appuyaient sur la Crown Law de Foster ont été rendues, et le droit établi par ce tout dernier précédent jurisprudentiel. 
Auparavant, un accusé n'avait même pas le droit d'être représenté au tribunal s'il était seulement accusé d'un délit plutôt que d'un crime. De plus, ce n'est qu'en 1898, dans le système de l'après-guerre civile, qu'un accusé qui n'est ni membre de la pairie ni avocat a la possibilité de témoigner en son propre nom.
Woolmington a été libéré trois jours avant son exécution prévue, alors qu'il était encore âgé de 21 ans.

## Faits subséquents
Lorsqu'il a été annoncé que sa condamnation avait été annulée, des articles de journaux contemporains indiquent que Woolmington se tenait simplement là, stupéfait, incapable de comprendre ce qui se passait. Ce n'est que lorsqu'on lui a répété pour la troisième fois que sa condamnation avait été annulée qu'il a semblé comprendre que sa peine avait été annulée.
Après s'être remis de son épreuve, Woolmington a déménagé à Jersey où il avait travaillé à cueillir des pommes de terre. Une source rapporte qu'il a ensuite vécu dans une « obscurité tranquille ». Il ne semble pas y avoir eu d'autres articles de journaux le concernant après 1935. Il est possible qu'il soit mort pendant la Seconde Guerre mondiale cinq ans plus tard. En raison de nombreuses personnes qui portent son nom du Dorset, les faits relatifs à ses dernières années ne sont pas bien établis.
Son fils a été brièvement adoptés en dehors de la famille; mais après que son passé ait été découvert, il fut envoyé à la maison d'un certain docteur Barnardo. Il a ensuite été réadopté. Il a découvert sa filiation par le sang alors qu'il était dans la soixantaine.

## Réception de la décision
Le grand avocat pénaliste, le professeur Sir John Smith, QC, a commenté : « Jamais, à mon avis, la Chambre des Lords n'a fait un acte plus noble dans le domaine du droit pénal que ce jour-là. »,
Lord Goddard CJ comptait parmi les détracteurs de ce jugement.